# Metacrambus jugaraicae
Metacrambus jugaraicae là một loài bướm đêm trong họ Crambidae.